# Поверхня

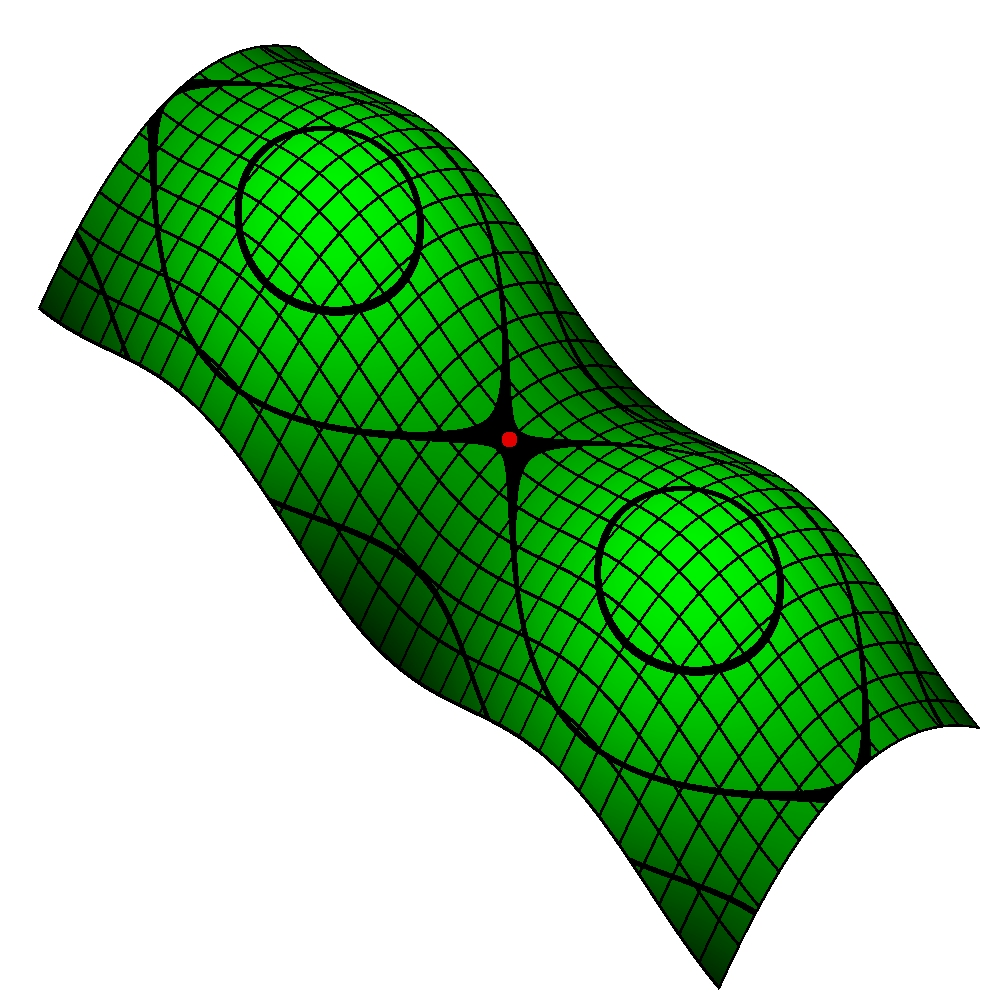
Приклад простої поверхні

Поверхня в математиці, особливо в топології, це двовимірний топологічний многовид.
Найвідомішими прикладами є ті, що виникають як межа тіла у звичайному тривимірному евклідовому просторі R3. Наприклад, це поверхня кулі. З іншого боку, є поверхні, такі як пляшка Клейна, які не можуть бути вкладеними в тривимірний евклідів простір без особливостей або самоперетинів.
Коли кажуть, що поверхня є «двовимірною», то це означає, що у кожної точки існує окіл який можна відобразити без розриву на двовимірний круг.
Поняття поверхні використовується у фізиці, будівництві, комп'ютерній графіці і багатьох інших галузях, які мають справу з поверхнями фізичних об'єктів. Наприклад, під час аналізу аеродинамічних властивостей літака, перш за все, звертають увагу на потік повітря уздовж його поверхні.

## Способи задання
В тривимірному просторі поверхню можна визначити неявно, як множину точок, координати яких задовольняють певному виду рівнянь:

{\displaystyle F(x,\,y,\,z)=0\qquad (1)}
Якщо функція {\displaystyle F(x,\,y,\,z)} неперервна в деякій точці і має в ній неперервні часткові похідні, принаймні одна з яких не перетворюється на нуль, то в околі цієї точки поверхня, задана рівнянням (1), буде правильною поверхнею.
На відміну від неявного способу задання, поверхня може бути визначена явно, якщо одну зі змінних, наприклад z, можна виразити через інші: 

{\displaystyle z=f(x,y)\qquad (1')}
Також існує параметричний спосіб задання. У цьому випадку поверхня визначається системою рівнянь: 

{\displaystyle \left\{{\begin{array}{ccc}x&=&x(u,v)\\y&=&y(u,v)\\z&=&z(u,v)\end{array}}\right.\qquad (1'')}

### Приклади рівняньплощинитасфери
Явне та неявне рівняння площини в E3, яка збігається з площиною Oxy мають однаковий вигляд — z=0.
Параметричне рівняння тієї ж площини: {\displaystyle \left\{{\begin{array}{ccc}x&=&u\\y&=&v\\z&=&0\end{array}}\right.,\quad u,v\in \mathbb {R} .}
Неявне рівняння сфери одиничного радіуса з центром у початку координат в E3 — {\displaystyle x^{2}+y^{2}+z^{2}=1}.
Явне задання сфери одним рівнянням неможливе. Можна явно описати дві півсфери — {\displaystyle z=\pm {\sqrt {1-x^{2}-y^{2}}}}.
Параметричне рівняння сфери: {\displaystyle \left\{{\begin{array}{ccc}x&=&\sin v\;\cos u\\y&=&\sin v\;\sin u\\z&=&\cos v\end{array}}\right.,\quad 0\leqslant u<2\pi ,\ 0\leqslant v\leqslant \pi .}

## Поняття про просту поверхню
Інтуїтивно просту поверхню можна уявити як шматок площини, підданий неперервним деформаціям (розтягуваням, стисканням і згинанням).
Більш строго, простою поверхнею називається образ гомеоморфного відображення (тобто взаємно однозначного та взаємно неперервного відображення) внітрішніх точок одиничного квадрата. Це визначенню можна виразити аналітично.
Нехай на площині з прямокутною системою координат u і v задано квадрат, координати внутрішніх точок якого задовольняють нерівностям 0 < u < 1, 0 < v < 1. Гомеоморфний образ квадрата у просторі з прямокутною системою координат х, у, z задається за допомогою формул х = x(u, v), у = y(u, v), z = z(u, v) (параметричне задання поверхні). При цьому від функцій x(u, v), y(u, v) і z(u, v) вимагається, щоб вони були неперервними і щоб для різних точок (u, v) і (u', v') були різними відповідні точки (x, у, z) і (x', у', z').
Прикладом простої поверхні є півсфера. Вся ж сфера не є простою поверхнею. Це викликає необхідність подальшого узагальнення поняття поверхні.
Підмножина простору, у кожної точки якого є окіл, що є простою поверхнею, називається правильною поверхнею.

## Поверхня в диференціальній геометрії
В диференціальної геометрії досліджувані поверхні зазвичай підпорядковані умовам, пов'язаним з можливістю застосування методів диференціального числення. Як правило, це умови  гладкості  поверхні, тобто існування в кожній точці поверхні певної дотичної площини, кривини тощо. Ці вимоги зводяться до того, що функції, що задають поверхню, мають бути одноразово, двічі, тричі, а в деяких випадках — необмежену кількість разів диференційовними або навіть аналітичними функціями. При цьому додатково накладається умова регулярності.
Випадок неявного задання. Поверхня, задана рівнянням {\displaystyle F(x,\,y,\,z)=0,\;F:\Omega \to \mathbb {R} ^{3}}, є  гладкою регулярною поверхнею , якщо: {\displaystyle \exists P_{0}(x_{0},\,y_{0},\,z_{0}):\;F(x_{0},\,y_{0},\,z_{0})=0}, функція {\displaystyle F} неперервно диференційовна в своїй області визначення {\displaystyle \Omega }, а її часткові похідні одночасно не перетворюються на нуль (умова правильності) на всій множині {\displaystyle \Omega }:
{\displaystyle \left({\frac {\partial F}{\partial x}}\right)^{2}+\left({\frac {\partial F}{\partial y}}\right)^{2}+\left({\frac {\partial F}{\partial z}}\right)^{2}>0}
Випадок параметричного задання. Задамо поверхню векторним рівнянням {\displaystyle \mathbf {r} =\mathbf {r} (u,\ v)}, або, що те ж саме, трьома рівняннями в координатах:
{\displaystyle \left\{{\begin{array}{ccc}x&=&x(u,v)\\y&=&y(u,v)\\z&=&z(u,v)\end{array}}\right.\quad (u,\,v)\in \Omega }
Ця система рівнянь задає гладку регулярну поверхню, якщо:
- система встановлює взаємно однозначну відповідність між образом та прообразом {\displaystyle \Omega };
- функції {\displaystyle x(u,v),\,y(u,v),\,z(u,v)} неперервно діференційовні в {\displaystyle \Omega };
- виконана умова невиродженості:

{\displaystyle {\begin{vmatrix}x'_{u}&x'_{v}\\y'_{u}&y'_{v}\end{vmatrix}}^{2}+{\begin{vmatrix}y'_{u}&y'_{v}\\z'_{u}&z'_{v}\end{vmatrix}}^{2}+{\begin{vmatrix}z'_{u}&z'_{v}\\x'_{u}&x'_{v}\end{vmatrix}}^{2}>0}
Геометрично остання умова означає, що вектори {\displaystyle {\frac {\partial \mathbf {r} }{\partial u}},{\frac {\partial \mathbf {r} }{\partial v}}} ніде не паралельні.

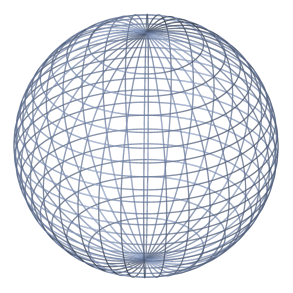
Координатна сітка на сфері

Параметри u, v можна розглядати як внутрішні координати точок поверхні. Фіксуючи одну з координат, ми отримуємо два сімейства координатних кривих, що покривають поверхню координатною сіткою.
Випадок явного задання. Поверхня {\displaystyle S} може бути визначена як графік функції {\displaystyle z=f(x,y)}; тоді {\displaystyle S} є гладкою регулярною поверхнею, якщо функція {\displaystyle f} диференційовна. Цей варіант можна розглядати як окремий випадок параметричного задання: {\displaystyle x=u;\ y=v;\ z=f(u,v)}.

### Дотична площина

Дотична площина в точці поверхні.

Дотична площина в точці гладкої поверхні — це площина, що має максимальний порядок дотику з поверхнею в цій точці. Еквівалентний варіант визначення: дотичною площиною є площина, що містить дотичні до всіх гладких кривих, які проходять через цю точку.
Нехай гладка крива на параметрично заданій поверхні {\displaystyle \mathbf {r} =\mathbf {r} (u,\ v)} задана у вигляді:
{\displaystyle u=u(t);\ v=v(t)}.
Напрямок {\displaystyle \mathbf {v} } дотичної до такої кривої дає вектор:
{\displaystyle \mathbf {v} ={\frac {d\mathbf {r} }{dt}}={\frac {\partial \mathbf {r} }{\partial u}}{\frac {du}{dt}}+{\frac {\partial \mathbf {r} }{\partial v}}{\frac {dv}{dt}}}
Звідси видно, що всі дотичні до всіх кривих у даній точці лежать в одній площині, що містить вектори {\displaystyle {\frac {\partial \mathbf {r} }{\partial u}},{\frac {\partial \mathbf {r} }{\partial v}}}, які повинні бути незалежними. Якщо вектори будуть залежними, то поверхня не буде гладко параметризованою в цій точці.
Рівняння дотичної площини в точці {\displaystyle \mathbf {r_{0}} =(x_{0},y_{0},z_{0})} має вигляд:
{\displaystyle \left(\mathbf {r} -\mathbf {r_{0}} ,{\frac {\partial \mathbf {r} }{\partial u}},{\frac {\partial \mathbf {r} }{\partial v}}\right)=0\quad } (мішаний добуток векторів).
У координатах рівняння дотичної площини для різних способів задання поверхні наведені в таблиці:
|                      | Дотична площина до поверхні в точці {\displaystyle (x_{0},y_{0},z_{0})}                                                                         |
| Неявне задання       | {\displaystyle {\frac {\partial F}{\partial x}}(x-x_{0})+{\frac {\partial F}{\partial y}}(y-y_{0})+{\frac {\partial F}{\partial z}}(z-z_{0})=0} |
| Явне задання         | {\displaystyle {\frac {\partial f}{\partial x}}(x-x_{0})+{\frac {\partial f}{\partial y}}(y-y_{0})=(z-z_{0})}                                   |
| Параметричне задання | {\displaystyle {\begin{vmatrix}x-x_{0}&y-y_{0}&z-z_{0}\\x_{u}'&y_{u}'&z_{u}'\\x_{v}'&y_{v}'&z_{v}'\end{vmatrix}}=0}                             |

Всі похідні обчислюються в точці {\displaystyle (x_{0},y_{0},z_{0})}.

### Метрика та внутрішня геометрія
Розглянемо гладку криву:
{\displaystyle u=u(t);\ v=v(t)}.
Елемент її довжини визначається зі співвідношення:
{\displaystyle ds^{2}=|d\mathbf {r} |^{2}=\left({\frac {\partial \mathbf {r} }{\partial u}}du+{\frac {\partial \mathbf {r} }{\partial v}}dv\right)^{2}=E\,du^{2}+2F\,du\,dv+G\,dv^{2}},
де {\displaystyle E=\mathbf {r'_{u}} \mathbf {r'_{u}} ;\ F=\mathbf {r'_{u}} \mathbf {r'_{v}} ;\ G=\mathbf {r'_{v}} \mathbf {r'_{v}} }.
Ця квадратична форма називається першою квадратичною формою та являє собою двовимірний варіант метрики поверхні. Для регулярної поверхні її дискримінант {\displaystyle EG-F^{2}>0} у всіх точках поверхні. Коефіцієнт {\displaystyle ~F=0} у точці поверхні тоді і лише тоді, коли в цій точці координатні криві ортогональні. Зокрема, на площині з декартовими координатами {\displaystyle u,v} отримуємо метрику {\displaystyle ds^{2}=du^{2}+dv^{2}} (теорема Піфагора).

Перетворення гелікоїда в катеноїд.

Метрика не визначає однозначно форму поверхні. Наприклад, метрики гелікоїда та катеноїда, параметризованих відповідним чином, збігаються, тобто між їх областями існує відповідність, що зберігає всі довжини (ізометрія). Властивості, що зберігаються при ізометричних перетвореннях, називаються внутрішньою геометрією поверхні, а самі поверхні називаються ізометричними. Внутрішня геометрія не залежить від положення поверхні в просторі і не змінюється при її згинанні без розтягування та стиснення (наприклад, при згинанні циліндра в конус).
Метричні коефіцієнти {\displaystyle E,\ F,\ G}, окрім довжин кривих на поверхні, визначають також кути між кривими, площу областей, кривини та інше. Тому все, що залежить лише від метрики, належить до внутрішньої геометрії.

### Нормаль та нормальний переріз

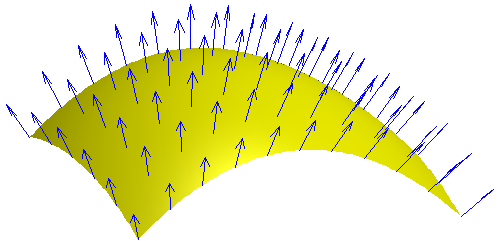
Вектори нормалі в точках поверхні

Однією з основних характеристик поверхні є її нормаль — одиничний вектор, перпендикулярний до дотичної площини в заданій точці:
{\displaystyle \mathbf {m} ={\frac {[\mathbf {r'_{u}} ,\mathbf {r'_{v}} ]}{|[\mathbf {r'_{u}} ,\mathbf {r'_{v}} ]|}}}.
Знак нормалі залежить від вибору координат.
Перетин поверхні площиною, що містить нормаль (у даній точці), утворює на поверхні деяку криву, яка називається нормальним перетином поверхні. Головна нормаль для нормального перетину збігається з нормаллю до поверхні (з точністю до знаку).
Якщо ж крива на поверхні не є нормальним перетином, то її головна нормаль утворює з нормаллю поверхні деякий кут {\displaystyle \theta }. Тоді кривина {\displaystyle k} кривої пов'язана з кривиною {\displaystyle k_{n}} нормального перетину (з тією ж дотичною) формулою Меньє:
{\displaystyle k_{n}=\pm k\,\cos \,\theta }
Координати орта нормалі для різних способів задання поверхні наведені в таблиці:
|                      | Координати нормалі в точці поверхні |
| Неявне задання       | {\displaystyle {\frac {\left({\frac {\partial F}{\partial x}};\,{\frac {\partial F}{\partial y}};\,{\frac {\partial F}{\partial z}}\right)}{\sqrt {\left({\frac {\partial F}{\partial x}}\right)^{2}+\left({\frac {\partial F}{\partial y}}\right)^{2}+\left({\frac {\partial F}{\partial z}}\right)^{2}}}}} |
| Явне задання         | {\displaystyle {\frac {\left(-{\frac {\partial f}{\partial x}};\,-{\frac {\partial f}{\partial y}};\,1\right)}{\sqrt {\left({\frac {\partial f}{\partial x}}\right)^{2}+\left({\frac {\partial f}{\partial y}}\right)^{2}+1}}}}                                                                              |
| Параметричне задання | {\displaystyle {\frac {\left({\frac {D(y,z)}{D(u,v)}};\,{\frac {D(z,x)}{D(u,v)}};\,{\frac {D(x,y)}{D(u,v)}}\right)}{\sqrt {\left({\frac {D(y,z)}{D(u,v)}}\right)^{2}+\left({\frac {D(z,x)}{D(u,v)}}\right)^{2}+\left({\frac {D(x,y)}{D(u,v)}}\right)^{2}}}}}                                                 |

Тут: {\displaystyle {\frac {D(y,z)}{D(u,v)}}={\begin{vmatrix}y'_{u}&y'_{v}\\z'_{u}&z'_{v}\end{vmatrix}},\quad {\frac {D(z,x)}{D(u,v)}}={\begin{vmatrix}z'_{u}&z'_{v}\\x'_{u}&x'_{v}\end{vmatrix}},\quad {\frac {D(x,y)}{D(u,v)}}={\begin{vmatrix}x'_{u}&x'_{v}\\y'_{u}&y'_{v}\end{vmatrix}}}.
Всі похідні беруться в точці {\displaystyle (x_{0},y_{0},z_{0})}.

### Кривина
Для різних напрямків у заданій точці поверхні виходить різна кривина нормального перетину, яка називається нормальною кривиною; їй приписується знак плюс, якщо головна нормаль кривої йде в тому ж напрямку, що і нормаль до поверхні, або мінус, якщо напрямки нормалей протилежні.
Взагалі кажучи, в кожній точці поверхні існують два перпендикулярних напрями {\displaystyle e_{1}} і {\displaystyle e_{2}}, в яких нормальна кривина набуває мінімального та максимального значення; ці напрямки називаються головними. Виняток становить випадок, коли нормальна кривина в усіх напрямках однакова (наприклад, у сфери або на торці еліпсоїда обертання), тоді всі напрямки в точці — головні.

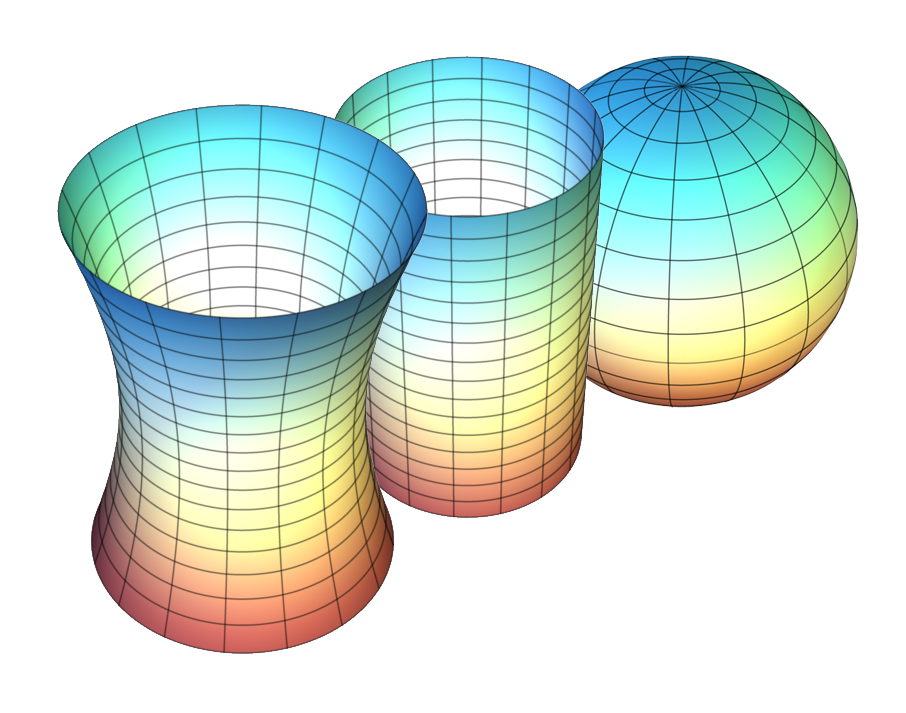
Поверхні з від'ємною (ліворуч), нульовою (в центрі) та длодатною (праворуч) кривиною.

Нормальні кривини в головних напрямках називаються головними кривинами; позначимо їх {\displaystyle \kappa _{1}} і {\displaystyle \kappa _{2}}. Величина:
{\displaystyle K=\kappa _{1}\kappa _{2}}
називається гаусовою кривиною, повною кривиною або просто кривиною поверхні. Зустрічається також термін скаляр кривини, який має на увазі результат згортки тензора кривини; при цьому скаляр кривини вдвічі більший, ніж гаусова кривина.
Гаусова кривина може бути обчислена через метрику, і тому вона є об'єктом внутрішньої геометрії поверхонь (відзначимо, що головні кривини до внутрішньої геометрії не належать). За знаком кривини можна класифікувати точки поверхні (див. малюнок). Кривина площини дорівнює нулю. Кривина сфери радіуса R всюди дорівнює {\displaystyle {\frac {1}{R^{2}}}}. Існує й поверхня постійної від'ємної кривини — псевдосфера.

### Геодезичні лінії, геодезична кривина
Крива на поверхні називається геодезичною лінією, або просто геодезичною, якщо у всіх її точках головна нормаль до кривої збігається з нормаллю до поверхні. Приклад: на площині геодезичними будуть прямі та відрізки прямих, на сфері — великі кола та їх відрізки.
Еквівалентна визначення: у геодезичної лінії проєкція її головної нормалі на дотичну площину є нульовим вектором. Якщо крива не є геодезичною, то зазначена проєкція ненульова; її довжина називається геодезичною кривиною {\displaystyle k_{g}} кривої на поверхні. Має місце співвідношення:
{\displaystyle k^{2}=k_{g}^{2}+k_{n}^{2}},
де {\displaystyle k} — кривина цієї кривої, {\displaystyle k_{n}} — кривина її нормального перетину з тією ж дотичною.
Геодезичні лінії є об'єктом внутрішньої геометрії. Перелічимо їх головні властивості:
- Через дану точку поверхні в заданому напрямку проходить одна і лише одна геодезична.
- На достатньо малій ділянці поверхні дві точки завжди можна з'єднати геодезичною, і притому лише однією. Пояснення: на сфері протилежні полюси з'єднує нескінченна кількість меридіанів, а дві близькі точки можна з'єднати не лише відрізком великого кола, але і його доповненням до повного кола, так що однозначність виконується лише в малому відрізку.
- Геодезична є найкоротшою. Більш строго: на достатньо малому околі поверхні найкоротший шлях між заданими точками лежить на геодезичній.

### Площа
Ще один важливий атрибут поверхні — її  площа, яка обчислюється за формулою:
{\displaystyle S=\iint \,|[\mathbf {r} '_{u}\times \mathbf {r} '_{v}]|\;\mathrm {d} \,u\,\mathrm {d} \,v}
Тут {\displaystyle \mathbf {r} '_{u}=\left\{{\frac {\partial x}{\partial u}},\,{\frac {\partial y}{\partial u}},\,{\frac {\partial z}{\partial u}}\right\},\ \mathbf {r} '_{v}=\left\{{\frac {\partial x}{\partial v}},\,{\frac {\partial y}{\partial v}},\,{\frac {\partial z}{\partial v}}\right\}}.
В координатах отримуємо:
|                 | Явне задання | Параметричне задання |
| Вираз для площі | {\displaystyle \iint \,{\sqrt {\left({\frac {\partial f}{\partial x}}\right)^{2}+\left({\frac {\partial f}{\partial y}}\right)^{2}+1}}\;\mathrm {d} \,x\,\mathrm {d} \,y} | {\displaystyle \iint \,{\sqrt {\left({\frac {D(x,y)}{D(u,v)}}\right)^{2}+\left({\frac {D(y,z)}{D(u,v)}}\right)^{2}+\left({\frac {D(z,x)}{D(u,v)}}\right)^{2}}}\;\mathrm {d} \,u\,\mathrm {d} \,v} |

## Поверхня у топології

### Орієнтація

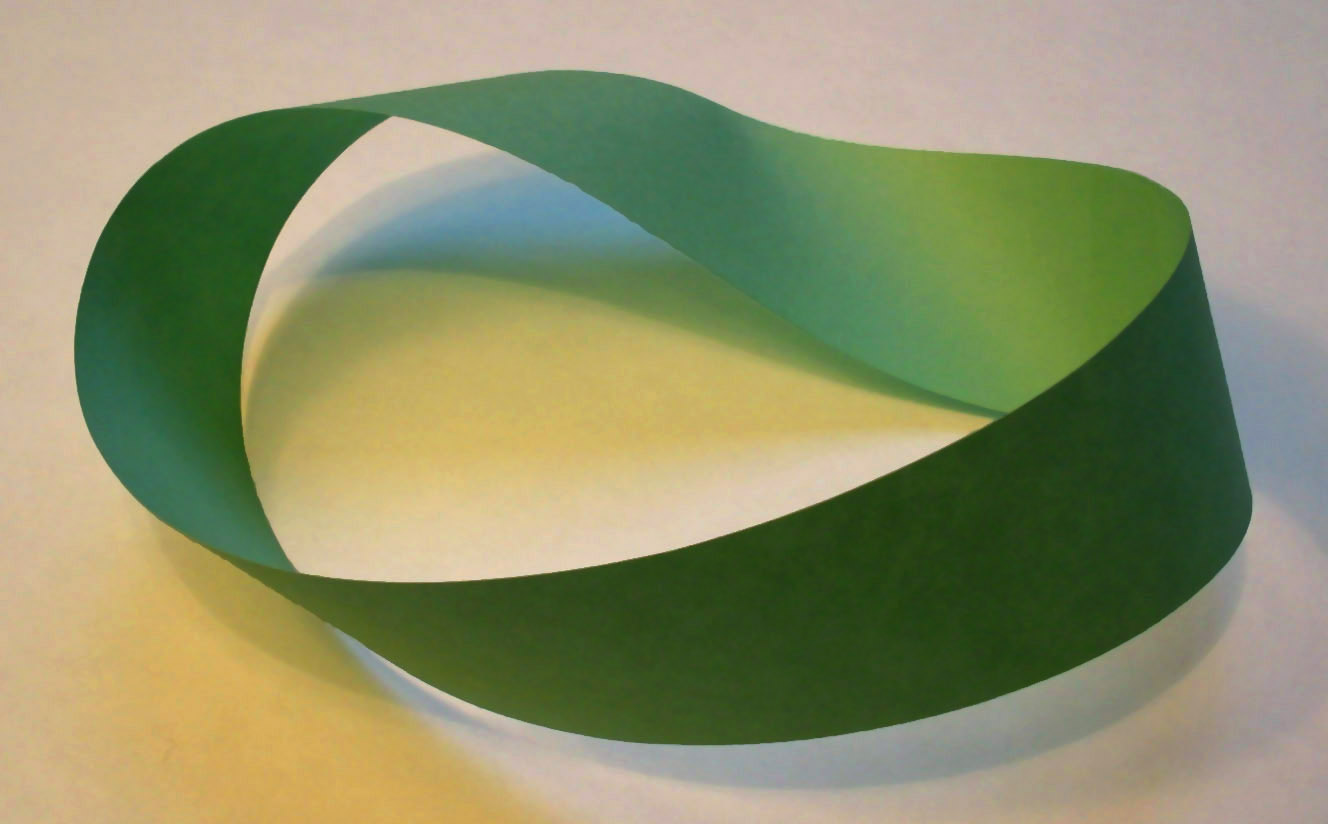
Стрічка Мебіуса зроблена з одного шматка паперу або стрічки.

Також важливою характеристикою поверхні є її орієнтація.
Поверхня називається двосторонньою, якщо вона на всій її протяжності має неперервне покриття вектором нормалі. В іншому випадку поверхню називають односторонньою.
Орієнтованою називається двостороння поверхня з вибраним напрямом нормалі.
Прикладами односторонніх поверхонь є стрічка Мебіуса та пляшка Кляйна.

### Топологічні типи поверхонь
З точки зору топологічної будови, поверхні, як двовимірні многовиди, бувають:
- замкнуті та відкриті;
- орієнтовані та неорієнтовані;
- з межею.

## Багатовимірні узагальнення
- Гіперповерхня
- Многовид
- Підмноговид
- Тензорний аналіз